# 帕维尔·帕夫洛维奇·莫斯卡廖夫
帕维尔·帕夫洛维奇·莫斯卡廖夫（Povel P. Moskolov/Moskalev/Maskoliuv，？—？）民族不详，新疆的苏联侨民，三区革命早期领导人之一。

## 生平
伊宁事变发生后，1944年11月12日，伊宁解放组织宣布成立东突厥斯坦共和国临时政府。临时政府以艾力汗·吐烈、帕维尔·帕夫洛维奇·莫斯卡廖夫等16人组成临时政府委员会，临时政府委员会推举艾力汗·吐烈为主席，阿奇木伯克·霍加为副主席，阿不都鲁甫·买合苏木为秘书长。临时政府主要由三部分人组成，一是艾力汗·吐烈、阿不都木塔艾力·海里潘等伊斯兰教上层人士及阿奇木伯克·霍加、阿不都海依尔·吐烈、加尼·尧力达西等各民族地主、牧主之类上层统治阶级；二是热合木江·沙比尔阿吉、安尼瓦尔·木沙巴也夫、阿不都鲁甫·买合苏木、莫合买提江·买合苏木等有资产阶级思想倾向的工商界人士；三是以阿不都克里木·阿巴索夫等共产主义者和左翼知识分子，他们在临时政府中是极少数。
临时政府成立后，1944年11月底，成立内务厅，任命阿不都克里木·阿巴索夫为厅长。1945年3月13日，临时政府委员会通过决定，任命热合木江·沙比尔阿吉接替阿巴索夫担任内务厅厅长，并任命莫斯卡廖夫、乃比江为副厅长。